# エクスプレス/負けざる男たち
『エクスプレス/負けざる男たち』（原題：The Express）は2008年公開、実話をもとに製作されたアメリカのスポーツ映画。

## ストーリー
舞台は1949年のアメリカ合衆国。アフリカ系アメリカ人であるアーニー・デイヴィスは、祖父と母親のメアリー、そして同い年の従兄弟ウィル・デイヴィスの4人でペンシルベニア州ユニオンタウンで暮らしていた。人種差別が強い時代、アフリカ系アメリカ人は白人からの差別の対象であった。アーニーとウィルは白人の少年たちに取り囲まれるが、アーニーの類まれな俊足によって少年たちをあっという間に置き去りにするのであった。ある年、母の再婚に伴って、アーニーはニューヨークのエルマイラに移り住む。祖父と観た大リーグ唯一の黒人選手に憧れを抱いていたアーニーはエルマイラでフットボールのチームに入り、その頭角を現していた。その頃シラキューズ大学のヘッドコーチ、シュワルツワルダーは、プロに転身したジム・ブラウンが抜けた穴を埋めるための選手を探していた。シュワルツワルダーはアーニーのRB（ランニングバック）としての俊足に惚れこみ、同じく黒人であるジム・ブラウンを伴ってアーニーを説得にいくのであった。
ジム・ブラウンの勧めもありシラキューズ大に入ったアーニーだったが、白人の学生たちの目に黒人に対する強い差別を見る。その突出した才能によりすぐに活躍するアーニーだったが、彼はアメリカに深く根付いた人種差別とも戦わなければならなかった。

## キャスト
※括弧内は日本語吹替
- アーニー・デイヴィス - ロブ・ブラウン（英語版）（横尾博之）
- ベン・シュワルツワルダー - デニス・クエイド（横島亘）
- ジャック・バックリー - オマー・ベンソン・ミラー（かぬか光明）
- メアリー・デイヴィス - アーンジャニュー・エリス
- ロイ・シモンズ - クランシー・ブラウン
- ジム・ブラウン - ダリン・デウィット・ヘンソン（英語版）（柳沢栄治）
- アート・モデル - ソウル・ルビネック
- ウィル・デイヴィス・ジュニア - ネルサン・エリス
- ウィル・“ポップス”・デイヴィス - チャールズ・S・ダットン（伊井篤史）
- ロジャー・“ハウンド・ドッグ”・デイヴィス - エヴァン・ジョーンズ
- サラ・ワード - ニコール・ベハーリー（英語版）（田村聖子）
- Lew Andreas - チェルシー・ロス
- Dave Sarette - エンヴェア・ジョカイ
- Gerhard Schwedes - マクシミリアン・オシンスキー（英語版）
- フロイド・リトル - チャドウィック・ボーズマン

## 評価
レビュー・アグリゲーターのRotten Tomatoesでは121件のレビューで支持率は62%、平均点は6.20/10となった。Metacriticでは27件のレビューを基に加重平均値が58/100となった。

## 実在した人物のその後
- アーニー・デイヴィスは1963年5月18日、白血病のため23歳で死去した。当時の大統領ジョン・F・ケネディはアーニーの葬儀にて次のような電報を送った。「彼はこの国の若者に力を与えた偉大な男だった。これからも力を与えてほしい」
- アーニーがNFLでプレーすることはなかったが、ブラウンズは彼の背番号45番を永久欠番にした。
- ジム・ブラウンはNFLのラン獲得ヤード記録を達成、1966年に引退した。
- フロイド・リトルはシラキューズ大で44番でプレー。
- シュワルツワルダーコーチはその後シラキューズで10シーズン指導、大学フットボールの殿堂入りを果たした。